# Shinobu Ohno
Shinobu Ohno, född 23 januari 1984 i Zama, Kanagawa, är en japansk fotbollsspelare som tog OS-silver i damfotbollsturneringen vid de olympiska fotbollsturneringarna 2012 i London. 